# Kembo Uba Kembo
Kembo Uba Kembo (Matete, Congo Belga, 27 de diciembre de 1947-Kinshasa, República Democrática del Congo, 26 de marzo de 2007) fue un futbolista de la República Democrática del Congo que jugó en la posición de centrocampista.

## Carrera

### Club
Jugó toda su carrera con el AS Vita Club de 1967 a 1980, fue campeón nacional en siete ocasiones, ganó la copa nacional cinco veces y ganó la Copa Africana de Clubes Campeones 1973.

### Selección nacional
Jugó para República Democrática del Congo en 23 ocasiones de 1967 a 1976 y anotó cinco goles; ganó dos veces la Copa Africana de Naciones y jugó con Zaire la Copa Mundial de Fútbol de 1974.

## Vida privada
Es padre de Jirès Kembo Ekoko, un exfutbolista profesional que fue adoptado por el matrimonio de Wilfried Mbappé y Fayza Lamari, los padres biológicos de Kylian Mbappé y de Ethan Mbappé.

## Logros

### Club
- Linafoot (7): 1970, 1971, 1972, 1973, 1975, 1977, 1980
- Copa de Zaire (5): 1971, 1972, 1973, 1975, 1977
- Copa Africana de Clubes Campeones (1): 1973

### Selección nacional
- Copa Africana de Naciones (2): 1968, 1974